# Инуяма
Инуяма (яп. 犬山市 Инуяма-си) — город в Японии, расположенный недалеко от города Нагоя в префектуре Айти.
Город основан 1 апреля 1954 года. Площадь  составляет 74,97 км², население — 74 336 человек (1 июня 2014), плотность населения — 991,54 чел./км². Город расположен на границе префектуры Айти, от соседней префектуры Гифу его отделяет река Кисо.

## Достопримечательности
Одной из наиболее известных достопримечательностей города является замок Инуяма, расположенный на холме над рекой Кисо. Замок считается одним из наиболее древних японских замков. Рядом с городом расположен музей под открытым небом Мэйдзи-мура, в котором собрано около шестидесяти зданий эпох Мэйдзи (1868—1912) и Тайсё (1912—1926).

## Города-побратимы
- город Дэвис в США (Калифорния)